# Anthony Warlow
Anthony Warlow (Wollongong, 18 novembre 1961) è un cantante e attore australiano.
Noto soprattutto come interprete di musical e operetta, è anche showman e cantante lirico e di musica leggera.

## Carriera artistica
Voce da baritono chiaro, ma in grado di passare dai ruoli basso-baritonali a quelli schiettamente tenorili (estendendosi dal Fa1 al Do4), si è adattato tanto all'opera lirica quanto alla musica leggera.
Dopo aver debuttato come cantante d'opera (ne Il flauto magico del 1982 è il più giovane interprete di Papageno nella storia dell'Opera di Sydney) comincia ad interessarsi alla musica leggera e al musical. In pochi anni, le sue interpretazioni di Enjolras in Les Misérables e di Phantom in The Phantom of the Opera lo rendono uno dei più apprezzati e richiesti interpreti di musical del suo paese. Nel 1988 è tra gli interpreti di uno storico Complete Symphonic Recording di Les Misérables (premiato con il Grammy Award) mentre nel 1995 è protagonista (assieme al connazionale Philip Quast) della prima edizione australiana del musical di The Secret Garden.
Continua intanto ad incidere dischi di generi più diversi, continuando parallelamente le carriere di cantante leggero e di interprete d'opera e operetta.
Tra i musical, oltre ai già citati The Phantom of the Opera (interpretato nella prima edizione australiana nel 1989 e nuovamente nella stagione 2008/2009), The Secret Garden e Les Misérables, spiccano le sue interpretazioni in Annie (Daddy Warbucks), Guys and Dolls (Sky Masterson), My Fair Lady (Henry Higgins), Jekyll and Hyde (1994 -in studio- Dr. Henry Jekyll/Edward Hyde) e The Man of La Mancha (Don Quixote).
In campo operistico ha invece partecipato a Die Fledermaus (Gabriel Eisenstein), Il flauto magico (Papageno), Don Giovanni (Masetto), A Midsummer Night's Dream (Puck) e I racconti di Hoffmann (Spalanzani).
Particolare menzione meritano poi le sue acclamate interpretazioni delle operette di Gilbert e Sullivan all'Opera di Sydney. Dopo il piccolo ma significativo ruolo di Ko-Ko in The Mikado nel 2004, l'anno successivo è protagonista di Trial by Jury, H.M.S. Pinafore e The Pirates of Penzance. Nel corso della stagione 2006/2007 interpreta nuovamente The Pirates of Penzance in un fortunato tour australiano mentre nel 2009 ritorna a Sydney nuovamente con The Mikado.

## Discografia parziale

### DVD
- "The Phantom of the Opera 25th Anniversary"
- "Patience" - Opera Australia production (1996)
- "Die Fledermaus" - Opera Australia production (1997)
- "The Main Event" (1998)
- "H.M.S. Pinafore" / "Trial by Jury" - Opera Australia production (2005)
- "The Pirates of Penzance" - Opera Australia production (2006)

### CD
- "Les Miserables" - Complete Symphonic recording (1988)
- "Centre Stage" (1990)
- "On the Boards" (1992)
- "Back in the Swing" (1993)
- "Jekyll and Hyde" - concept recording (1994)
- "Midnight Dreaming" (1994)
- "The Secret Garden" - Australian Cast Recording (1995)
- "Best of Act One" (1996)
- "Highlights from The Main Event"
- "Face the Music" (2003)
- "Tenor and Baritone" (2005)
- "The Snow Goose" (2005)